# Cornelia Schindler
Cornelia Helsner, geborene Schindler, (* 25. Mai 1970 in Heidelberg) ist eine deutsche Schauspielerin.

## Leben
Von 1993 bis 1997 absolvierte Cornelia Helsner eine Schauspielausbildung an der Hochschule für Schauspielkunst „Ernst Busch“ Berlin. Anschließend spielte sie Theater unter anderem in Potsdam, Berlin, Aachen, Augsburg und Wuppertal. Des Weiteren stand sie für verschiedene Serien und Fernsehfilme vor der Kamera. 
Cornelia Helsner ist seit 2004 mit Marek Helsner verheiratet und hat den Namen ihres Mannes angenommen. Die dreifache Mutter hat eine Coachingausbildung absolviert und arbeitet seit 2008 als Coach und Trainerin mit den Schwerpunkten Präsentation, Kommunikation und Konfliktmanagement.

## Filmografie
- 1996: Hauptmann und Hiddensee (NDR)
- 1997: Champagner und Kamillentee (ZDF)
- 1998: In aller Freundschaft (ARD)
- 2000: Wolffs Revier (Sat1)
- 2000: Doktor Sommerfeld (ARD)
- 2000: In aller Freundschaft (ARD)
- 2000: Boran (Kinofilm)
- 2002: Wolffs Revier (Sat1)
- 2003: Bornholmerstraße – Kurzfilm
- 2004: Hinter Gittern (RTL), durchgehende Hauptrolle: Folgen 299–332 als Miriam Overberg - Direktorin
- 2005: Verliebt in Berlin (Folge 102–103)
- 2006: Julia – Wege zum Glück (ZDF)
- 2008: Vielfalt als Chance (Kampagne zur Integration)
- 2009: Klinik am Alex (Sat1)
- 2011: Schloss Einstein (KIKA)
- 2015: Aktenzeichen XY … ungelöst